# Selhurst Park
A Selhurst Park angol labdarúgóstadion, mely Londonban található.
Az elsőosztályú Crystal Palace használja 1924 óta. 1985 és 1991 között a Charlton, míg 1991 és 2003 között a Wimbledon is használta.
Az aréna maximális befogadóképessége 26 309 néző.

## Fordítás
Ez a szócikk részben vagy egészben  a   Selhurst Park című angol Wikipédia-szócikk ezen változatának fordításán alapul.  Az eredeti cikk szerkesztőit annak laptörténete sorolja fel. Ez a jelzés csupán a megfogalmazás eredetét és a szerzői jogokat jelzi, nem szolgál a cikkben szereplő információk forrásmegjelöléseként.